# Rada města Hradec Králové
Rada města Hradec Králové je volena Zastupitelstvem města Hradec Králové. Má 11 členů, mezi něž patří primátor města, 4 náměstkové primátora a 6 dalších radních. Schůze rady se konají minimálně jedno úterý v měsíci (případně podle potřeby i jinak) a jsou, na rozdíl od schůzí zastupitelstva, neveřejné.
Rada má podle zákona o obcích účel, postavení a kompetence jako rady obcí a rady krajů. Je výkonným orgánem města v oblasti samostatné působnosti a za svůj výkon odpovídá zastupitelstvu obce. Rada připravuje návrhy pro zasedání zastupitelstva města a zákonem je jí vyhrazeno například:
- zabezpečovat hospodaření města podle schváleného rozpočtu
- vydávat nařízení města
- stanovit rozdělení pravomocí v magistrátu, rozhodovat o počtu zaměstnanců magistrátu
- kontrolovat úkoly plněné magistrátem
- ukládat pokuty ve věcech samostatné působnosti města
- rozhodovat o uzavírání nájemních smluv
- stanovit pravidla pro záležitosti petic
- schvalovat účetní závěrku města a další

## Složení rady

### Složení rady ve volebním období 2022 – 2026[2]
| Pozice                 | Člen rady           | Strana       | Kompetence |
| ---------------------- | ------------------- | ------------ | --- |
| primátorka             | Pavlína Springerová | HDK          | zodpovídá za oblast školství, krizového řízení, bezpečnosti, mezinárodních vztahů, komisí místní samosprávy                                          |
| 1. náměstek primátorky | Miroslav Hloušek    | ODS          | zodpovídá za oblast dopravy, ekonomiky a rozpočtu, městských organizací a sportu                                                                     |
| 2. náměstek primátorky | Lukáš Řádek         | TOP 09       | zodpovídá za oblast strategického rozvoje, investic, ochrany klimatu, adaptace a energetiky, dotací                                                  |
| 3. náměstek primátorky | Pavel Vrbický       | Piráti       | zodpovídá za sociální oblast, majetek města, bytovou politiku, Správu nemovitostí Hradec Králové, Technické služby Hradec Králové, IT a digitalizaci |
| náměstkyně primátorky  | Ilona Dvořáková     | RH           | zodpovídá za oblast kultury a cestovního ruchu |
| náměstek primátorky    | Adam Záruba         | ZPH a Zelení | zodpovídá za oblast životního prostředí, územního plánování, urbanismu a architektury, památkové péče                                                |
| radní                  | Aleš Dohnal         | Piráti       | |
| radní                  | Jan Holásek         | RH           | |
| radní                  | Alexandr Hrabálek   | ODS          | |
| radní                  | Arnošt Urban        | HDK          | |
| radní                  | Oldřich Vlasák      | ODS          | |

### Složení rady ve volebním období 2018 – 2022[3]
- primátor: prof. PharmDr. Alexandr Hrabálek, CSc. (bez politické příslušnosti, zvolen za ODS)
- 1. náměstkyně primátora: Ing. Monika Štayrová (ANO 2011)
- 2. náměstek primátora: Mgr. Martin Hanousek (ZPH, SZ) do 23. 2. 2021
- náměstek primátora: Ing. Bc. Jiří Bláha (ODS)
- náměstkyně primátora: JUDr. Věra Pourová (ANO 2011) do 31. 12. 2020
- radní: Jiří Langer (ANO 2011)
- radní: Pavel Marek (ANO 2011)
- radní: Bc. Michal Moravec (ODS)
- radní: Andrea Turková (ANO 2011)
- radní: Ing. Oldřich Vlasák (ODS)
- radní: Ing. Adam Záruba (ZPH, SZ)

### Složení rady ve volebním období 2014 – 2018[4]
- primátor: MUDr. Zdeněk Fink (HDK)
- 1. náměstek primátora pro oblast školství, sportu a životního prostředí: Milan Jaroš (ČSSD)
- 2. náměstek primátora pro oblast správy majetku města a městských organizací: PhDr. Romana Lišková (HDK)
- náměstek primátora pro oblast sociálních věcí, zdravotnictví, kultury a cestovního ruchu: Ing. Anna Maclová (KPH)
- náměstek primátora pro oblast rozvoje města: PaedDr. Jindřich Vedlich, Ph.D. (TOP 09)
- radní: Ing. Rostislav Jireš (ČSSD)
- radní: Vladimír Lesák (ČSSD)
- radní: Ing. Milan Sommer (TOP 09)
- radní: Mgr. Vladimír Springer (HDK)
- radní: Ladislav Škorpil (HDK)
- radní: JUDr. Arnošt Urban (HDK)

### Složení rady ve volebním období 2010 – 2014[4]
- primátor: MUDr. Zdeněk Fink (HDK)
- náměstek primátora: Ing. Martin Soukup (ODS)
- náměstek primátora: PaedDr. Jindřich Vedlich, Ph.D. (TOP 09)
- náměstek primátora: prof. MgA. Josef Krofta (VPM)
- náměstek primátora: Bc. Leoš Kučera (DVH) do 30. 9. 2011
- náměstek primátora: Ing. Anna Maclová (DVH) od 25. 10. 2011
- radní: Mgr. Lenka Jaklová (TOP 09) do 29. 4. 2014
- radní: MUDr. Jan Michálek (ODS)
- radní: Ing. Richard Nádvorník (TOP 09) do 29. 4. 2014
- radní: Mgr. Vladimír Springer (HDK)
- radní: doc. Ing. arch. Vladimíra Šilhánková, Ph.D. (VPM)
- radní: Mgr. Naďa Štěrbová (ODS)

### Složení rady ve volebním období 2006 – 2010[4]
- primátor: Ing. Otakar Divíšek (ODS)
- náměstek primátora: Ing. Pavla Finfrlová (ODS)
- náměstek primátora: Ing. Boris Herman (ODS) do 22. 2. 2010
- náměstek primátora: Ing. Josef Malíř (VPM)
- náměstek primátora: Ing. Martin Soukup (ODS)
- radní: MUDr. Zdeněk Fink (HDK)
- radní: MUDr. Emil Jaroš, Ph.D. (ODS)
- radní: Ing. Rostislav Jireš (ČSSD) do 6. 3. 2007
- radní: Mgr. Naďa Štěrbová (ODS) od 27. 3. 2007
- radní: Mgr. Vladimír Springer (HDK)
- radní: JUDr. Pavel Staněk (ODS)
- radní: doc. Ing. arch. Vladimíra Šilhánková, Ph.D. (VPM)

### Složení rady ve volebním období 2002 – 2006[4]
- primátor: Ing. Oldřich Vlasák (ODS) do 25. 10. 2004
- primátor: Ing. Otakar Divíšek (ODS) od 26. 10. 2004
- náměstek primátora: Ing. Otakar Divíšek (ODS) do 25. 10. 2004
- náměstek primátora: Ing. Josef Malíř (VPM)
- náměstek primátora: Ing. Martin Soukup (ODS)
- náměstek primátora: Ing. Alois Tuháček (ČSSD)
- radní: Ing. Jan Doskočil (VPM)
- radní: MUDr. Zdeněk Fink (HDK)
- radní: Ing. Boris Herman (ODS)
- radní: Ing. Rostislav Jireš (ČSSD)
- radní: Ing. Josef Potoček (KDU-ČSL)
- radní: JUDr. Jiří Všetečka (VPM)
- radní: Ing. Pavla Finfrlová (ODS) od 26. 10. 2004

### Složení rady ve volebním období 1998 – 2002[4]
- primátor: Ing. Oldřich Vlasák (ODS)
- náměstek primátora: Ing. Bedřich Koros (ODS)
- náměstek primátora: Ing. Josef Potoček (KDU-ČSL)
- náměstek primátora: Ing. Alois Tuháček (ČSSD)
- radní: Ing. Otakar Divíšek (ODS)
- radní: Ing. Alois Havrda (KSČM)
- radní: Ing. Boris Herman (ODS)
- radní: Ing. David Kafka (ODS)
- radní: prof. RNDr. PhDr. Zdeněk Půlpán, CSc. (KDU-ČSL)
- radní: Ladislav Škorpil (NEZ)
- radní: Ing.arch. Zdeněk Vašata (ČSSD)

### Složení rady ve volebním období 1994 – 1998[4]
- primátor: Ing. Martin Dvořák (ODA) do 1. 9. 1998
- primátor: Ing. Jan Doskočil (ODA) od 14. 9. 1998
- náměstek primátora: Ing. Jan Doskočil (ODA)
- náměstek primátora: Ing. Oldřich Teuchman (ČSSD)
- náměstek primátora: Ing. Miroslav Zbudil (DEU)
- radní: MUDr. Jan Čáp, CSc. (KDS)
- radní: František Čáslavský (ČSSD)
- radní: Ing. Pavla Finfrlová (ODS)
- radní: PharmDr. Jiří Sova (SD-OH)
- radní: MUDr. Jaroslav Tejral, CSc. (ODA)
- radní: Ing. Oldřich Vlasák (ODS)
- radní: RNDr. Petr Žďánský (ČSSD)

### Složení rady ve volebním období 1990 – 1994[4]
- primátor: Ing. Martin Dvořák (HDK-OF)
- radní: Václav Záruba (HDK-SZ)
- radní: MUDr. Emil Jaroš (HDK-OF)
- radní: Ing. Augustin Čermák (HDK-OF)
- radní: Ing. Jan Doskočil (HDK-OF)
- radní: Bořek Málek (HDK-ČSS)
- radní: RNDr. Petr Žďánský (HDK-ČSS)
- radní: MUDr. Jaroslav Tejral, CSc. (HDK-OF)
- radní: Ing. Pavel Pavliš (SpHK-KDS)
- radní: Ing. Petr Hylmar (SpHK-KDS)